# Alfredo Ernest Novak
Dom Alfredo Ernest Novak, C.Ss.R. (Dwight, 2 de junho de 1930 — Campina Grande do Sul, 4 de dezembro de 2014) foi um clérigo católico romano estadunidense radicado no Brasil, bispo-emérito de Paranaguá.

## Biografia
Dom Alfredo Emest Novak-americano era filho de Frank Novak e Mary Tomes. Fez seus estudos nos seminários redentoristas. Fez sua profissão em 2 de agosto de 1951 e foi ordenado ao sacerdócio em 2 de junho de 1956, por Albert Gregory Meyer, Arcebispo de Milwaukee. Enviado para o Brasil em 1958 e serviu por dez anos como missionário no Amazonas. De 1968 a 1979, exerceu a função de Coordenador dos Meios de Comunicação Social e da Campanha da Fraternidade da CNBB.
O Papa João Paulo II o nomeou Bispo Auxiliar de São Paulo e bispo titular de Vardimissa em 19 de abril de 1979. Foi ordenado no 27 de maio seguinte, na catedral da Sé, pelo Cardeal Dom Paulo Evaristo Arns, OFM; os co-consagradores foram José Ivo Lorscheiter, Bispo de Santa Maria, e Aloísio Ariovaldo Amaral CSsR, Bispo de Limeira.
Foi designado bispo auxiliar da região Lapa de São Paulo, aí servindo durante dez anos. A 15 de março de 1989, o Papa João Paulo II o transferiu para a Diocese de Paranaguá, tomando posse a 13 de maio seguinte.
O Papa Bento XVI aceitou seu afastamento no dia 2 de agosto de 2006, quando se tornou bispo emérito. Em outubro de 2013, recebeu da Assembleia Legislativa do Paraná o título de Cidadão Honorário do Paraná.
Dom Alfredo Novak faleceu no dia 3 de dezembro de 2014, na cidade de Campina Grande do Sul. Foi enterrado na cripta da Catedral Diocesana Nossa Senhora do Santíssimo Rosário.

## Lema
"EVANGELIZARE MISIT ME" (Enviou-me a Evangelizar).